# متحف هونغ كونغ للسكك الحديدية
متحف هونغ كونغ للسكك الحديدية هو متحف للسكك الحديدية في تاي بو، هونغ كونغ. وهي الآن تحت إدارة قسم الخدمات الترفيهية والثقافية. تم افتتاحه في 20 کانون الأول 1985 ويقع في الموقع الذي تم فيه بناء محطة قطار سوق تاي بو القديم التي بنيت في عام 1913. الدخول في المتحف مجاني.

## التاريخ
تم افتتاح سكة حديد كولون-كانتون (القسم البريطاني) في سوق تاي بو عام 1910 وكانت إحدى المحطات في الأقاليم الجديدة. تم بناء مبنى المحطة عام 1913. منذ ذلك الحين عملت كمركز للإدارة والتجارة مما عزز بشكل غير مباشر اقتصاد سوق تاي بو من خلال جلب التجار إلى هناك.

## المعارض

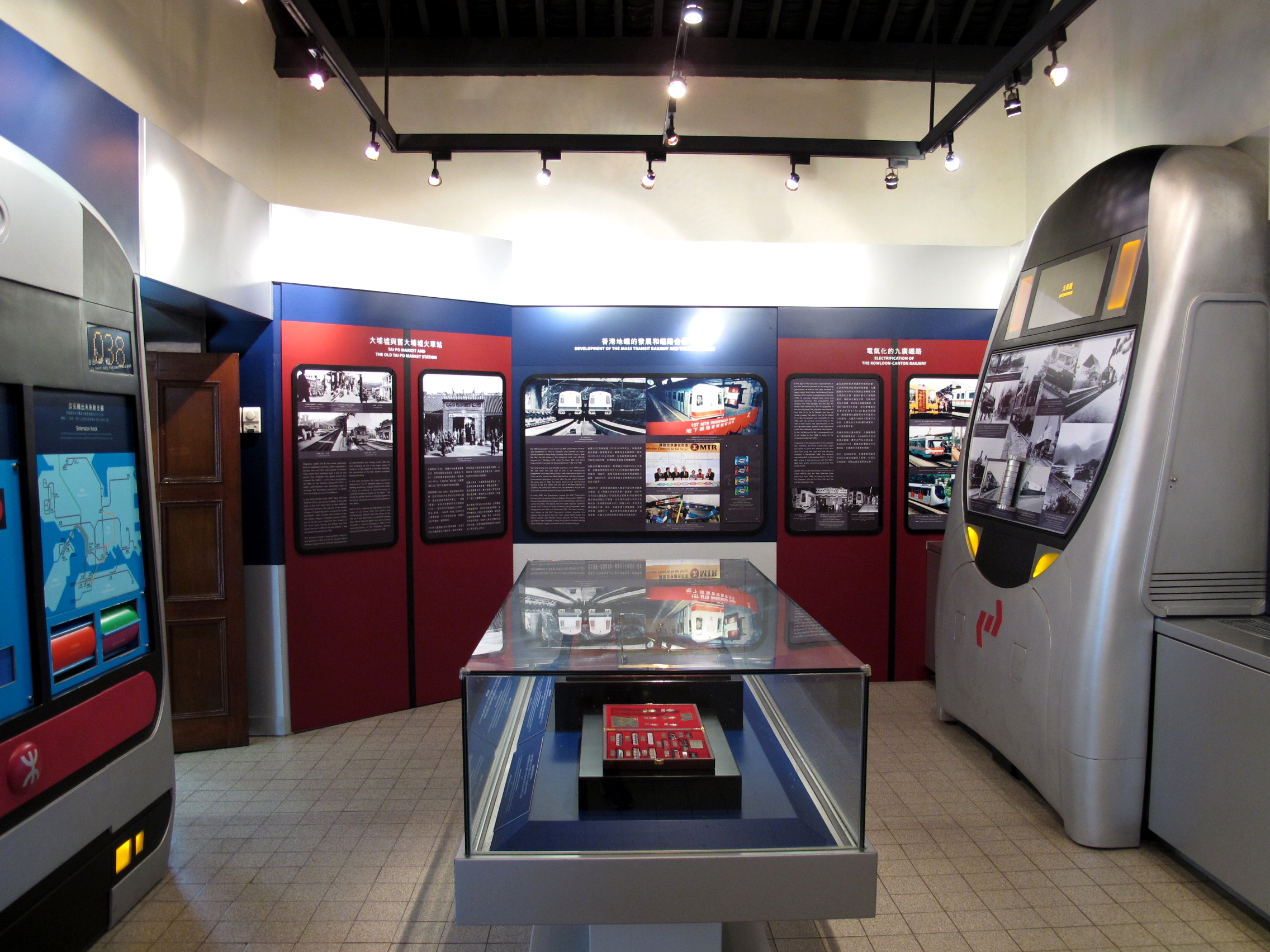
يتضمن معرض المعرض صوراً وتحفاً تاريخية تساعد في تأريخ قصة كيفية تطور السكك الحديدية في هونغ كونغ

### داخل المتحف
على الجانب الأيسر من المتحف توجد غرفة عرض لتذاكر القطارات ونماذج القطارات ليس فقط لقطارات KCR ولكن أيضًا لشينكانسن اليابانية ويوروستار. الجزء الداخلي الآخر من الغرفة هو مكتب تذاكر مجدد ومنزل إشارات.

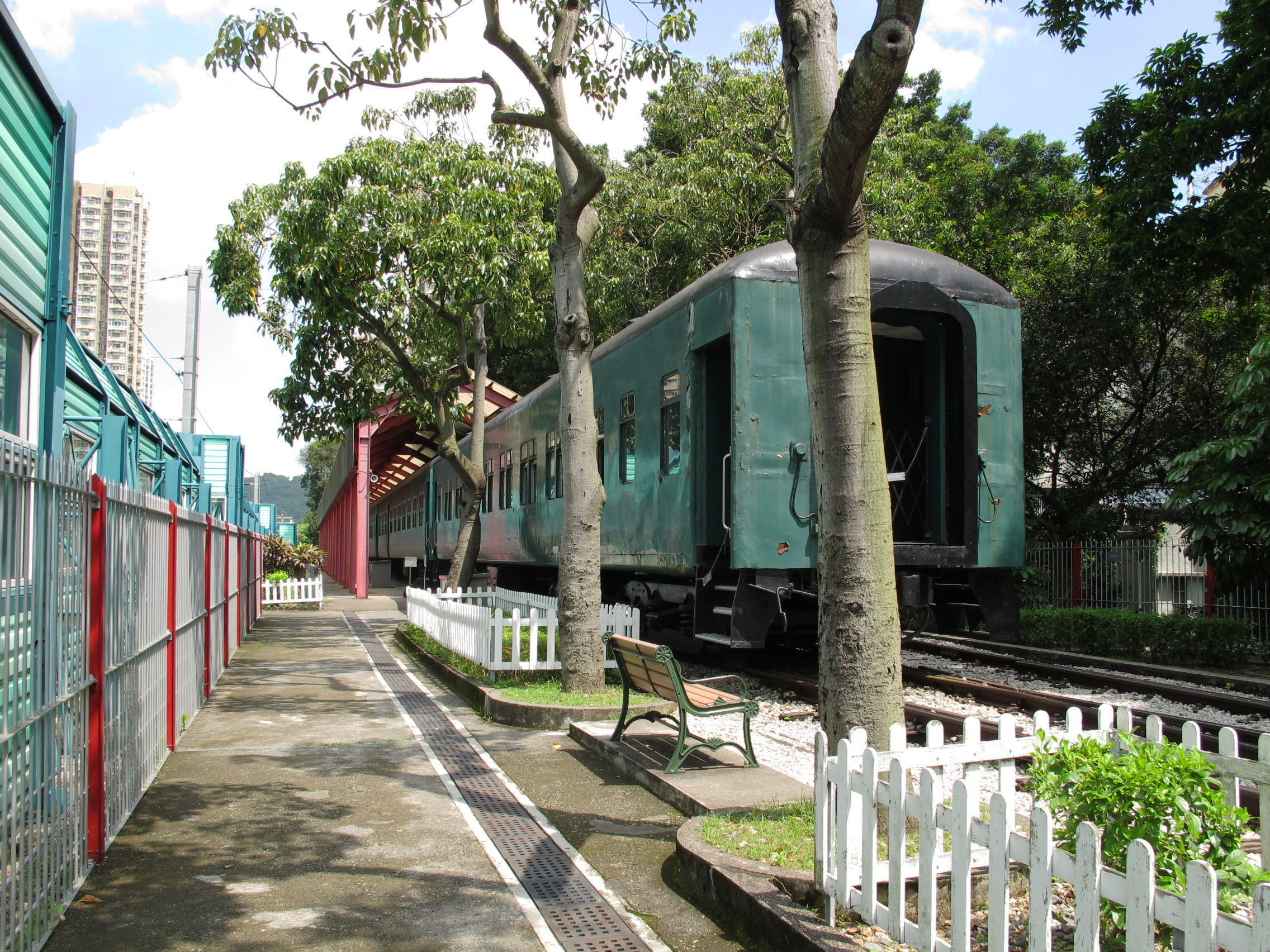
6 حافلات تاريخية داخل المتحف

## معرض الصور

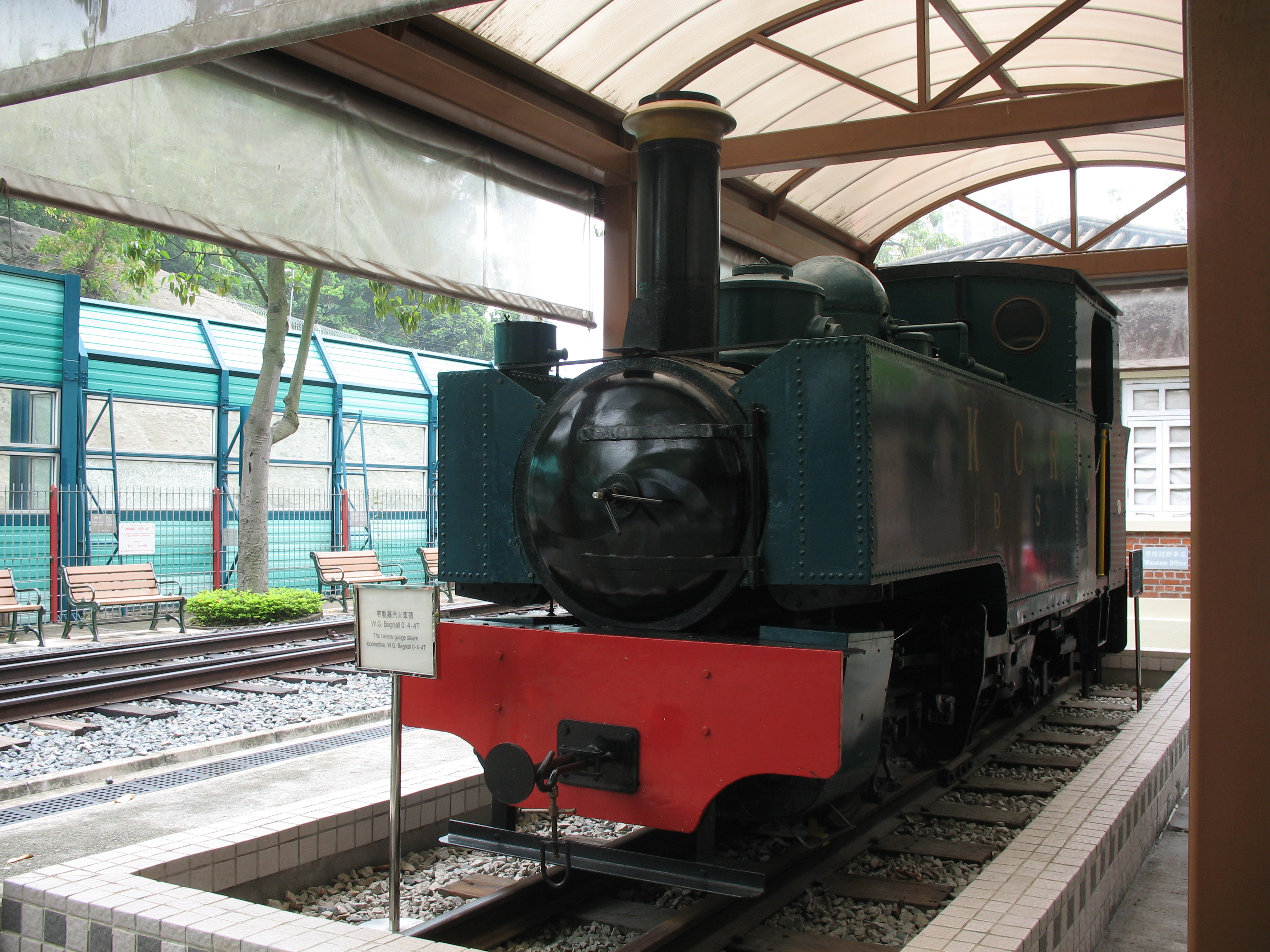
قاطرة بخارية WGBagnall 0-4-4T
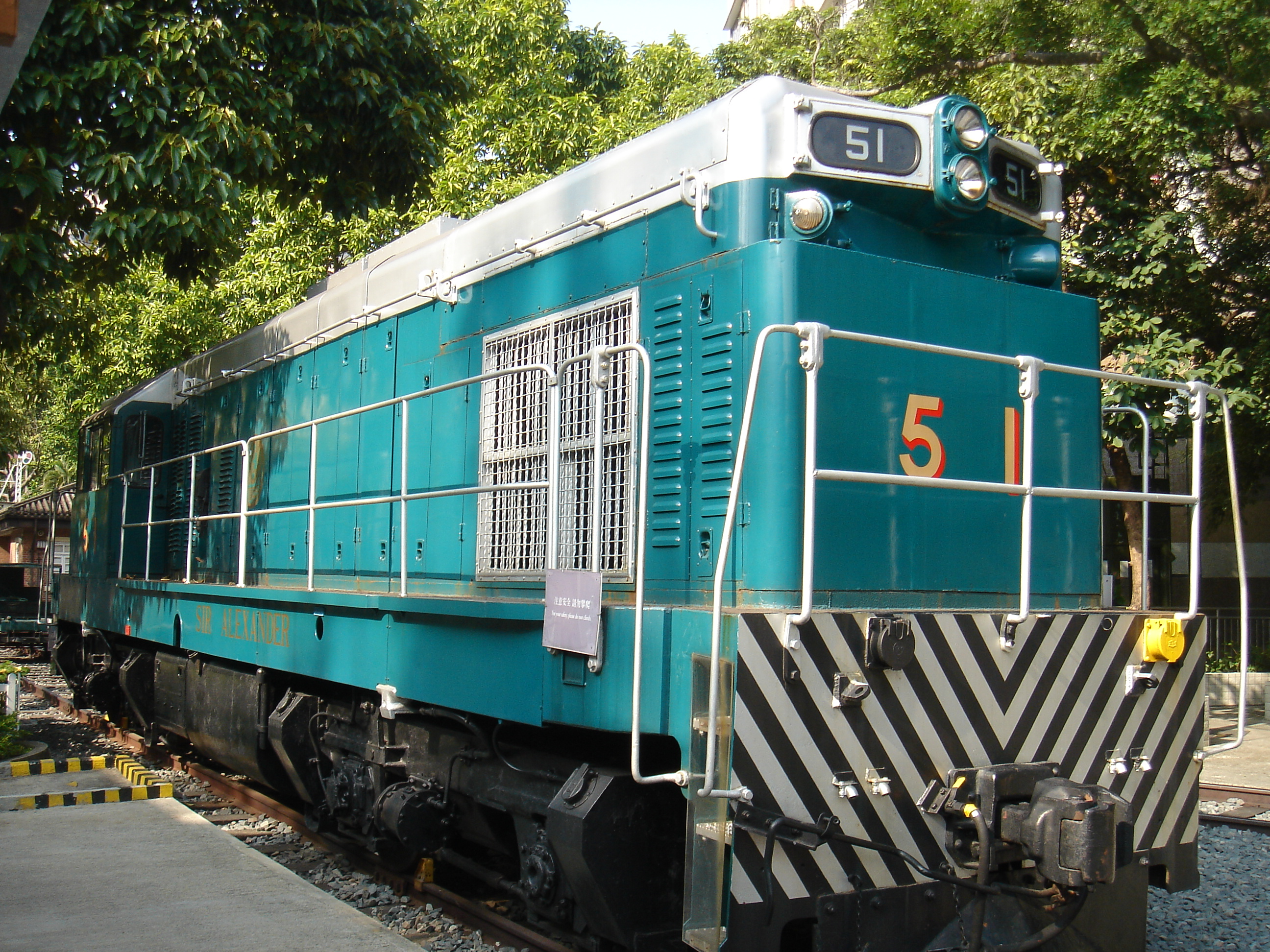
قاطرة السير الكسندر ديزل المتقاعد (رقم 51)
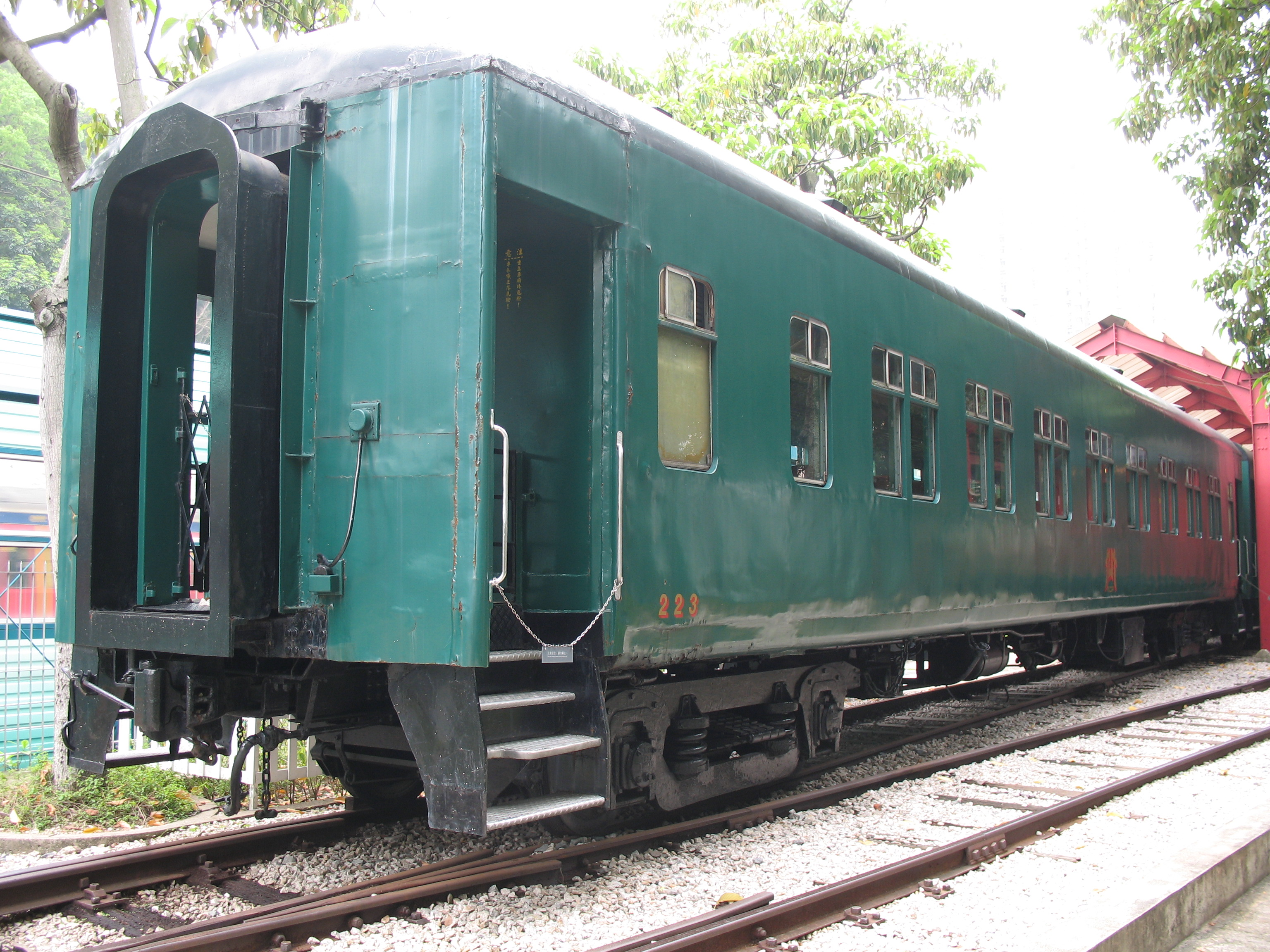
223- مسعود
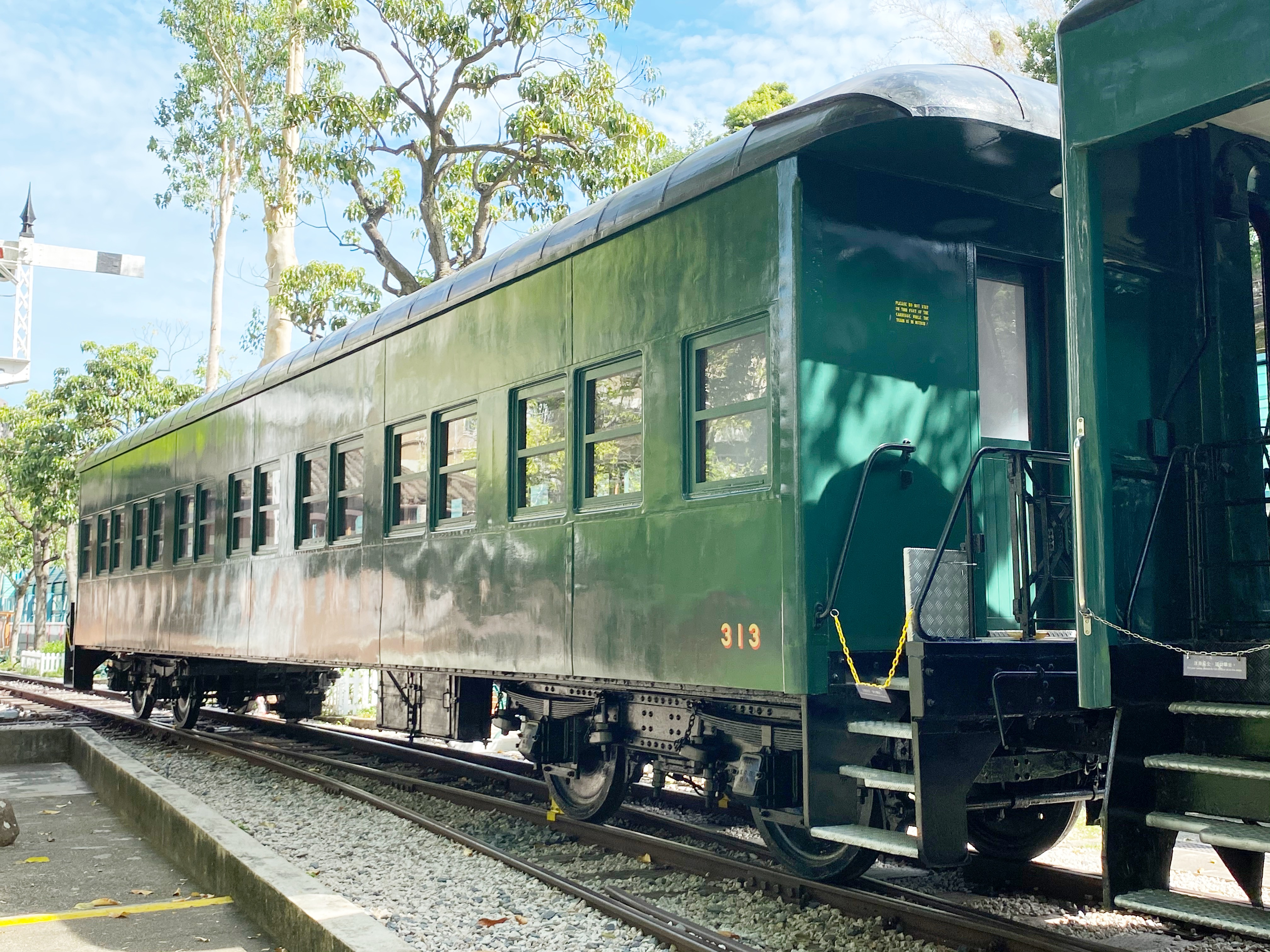
313- نجار
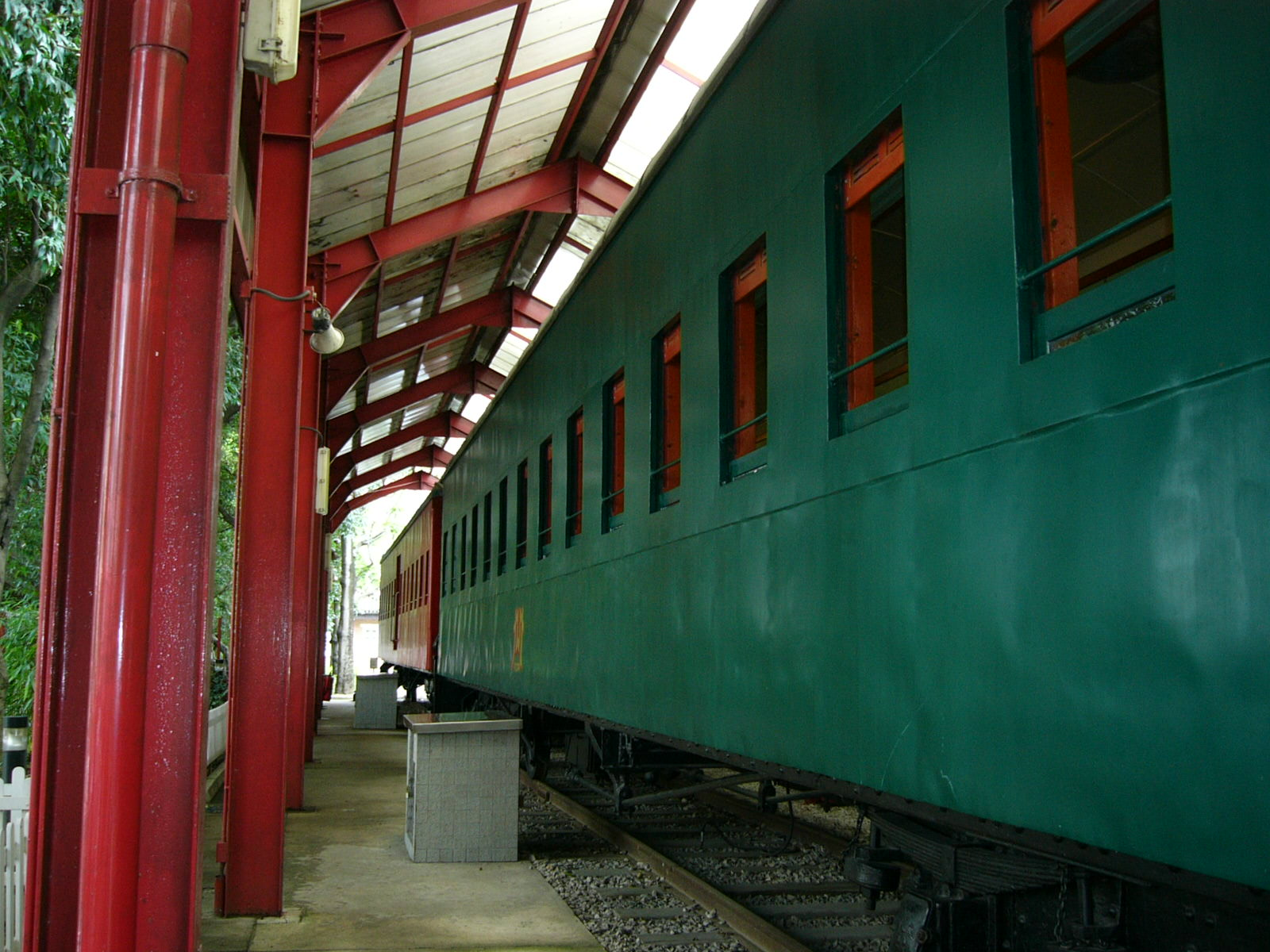
302- مسعود
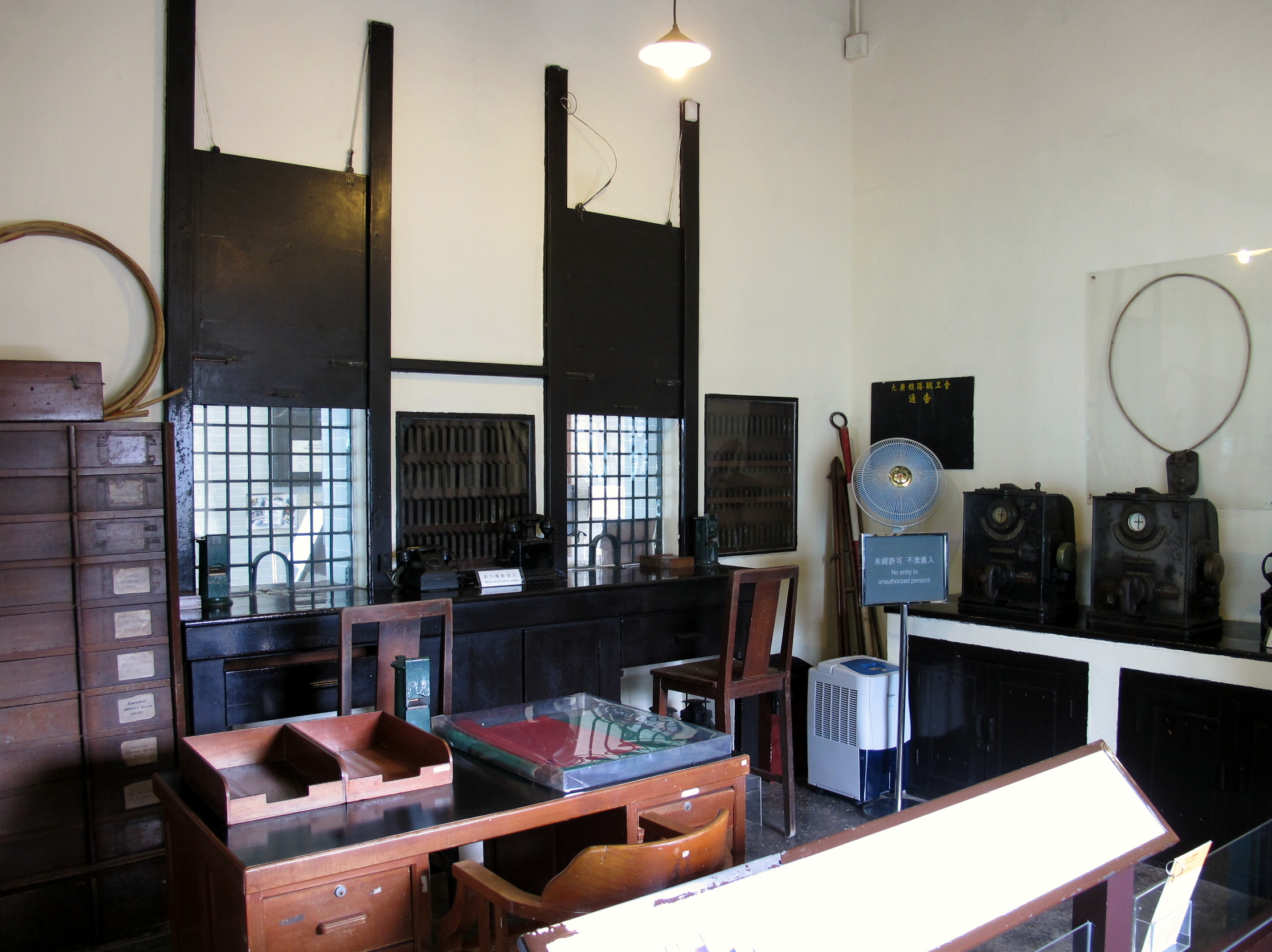
مكتب التذاكر
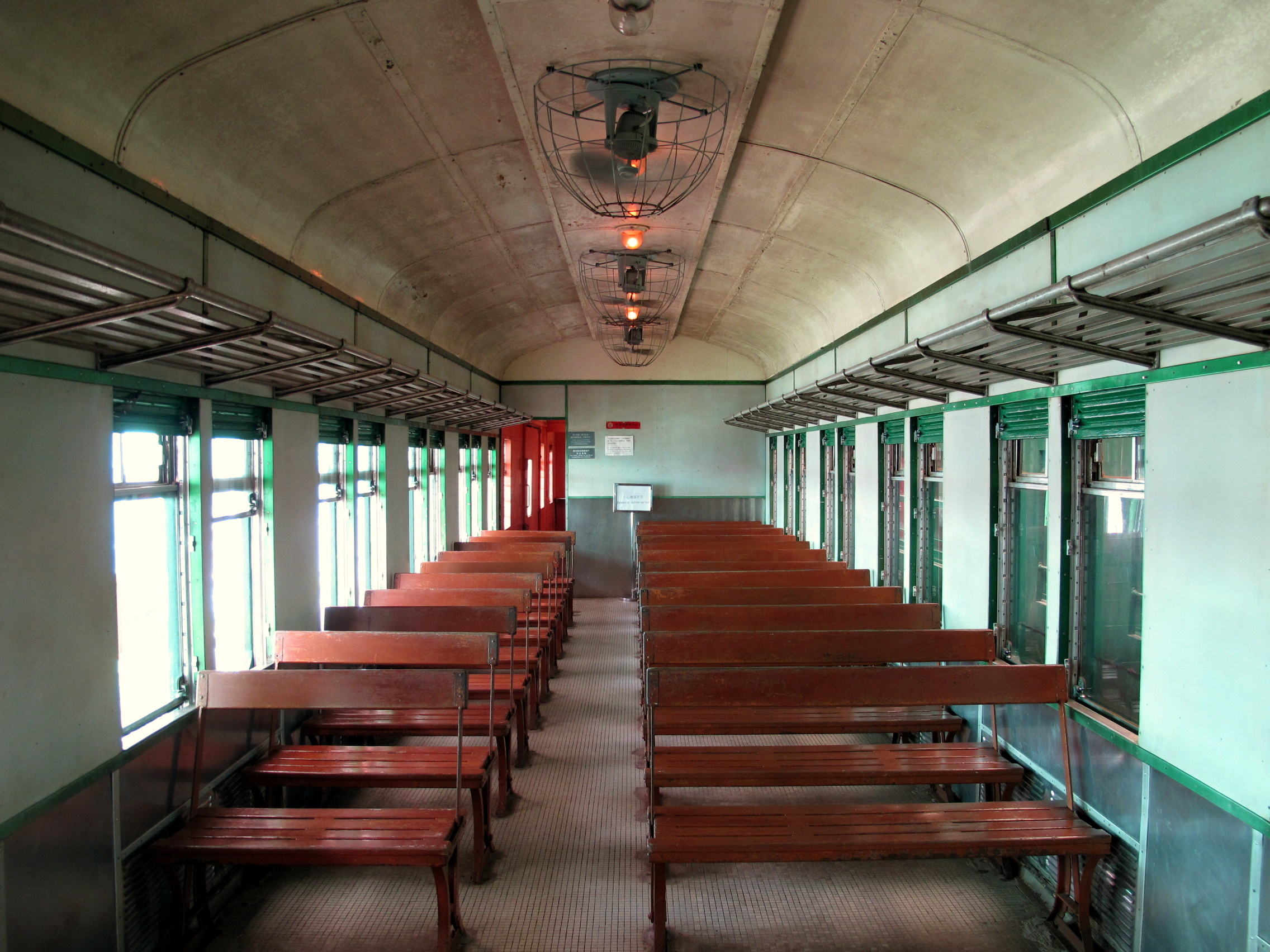
داخل مقصورة الدرجة الثالثة عام 1911
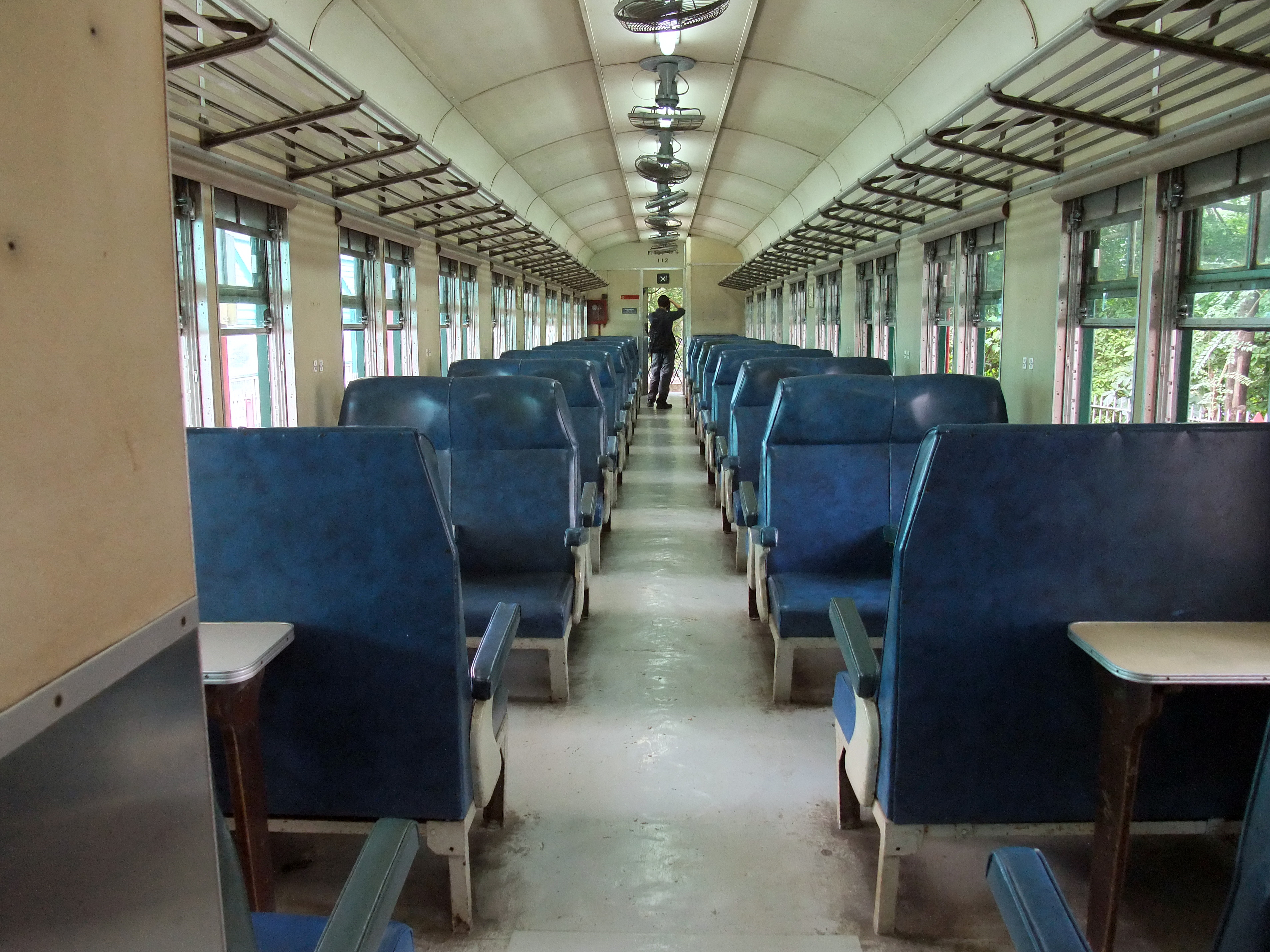
داخل مقصورة الدرجة الأولى عام 1964
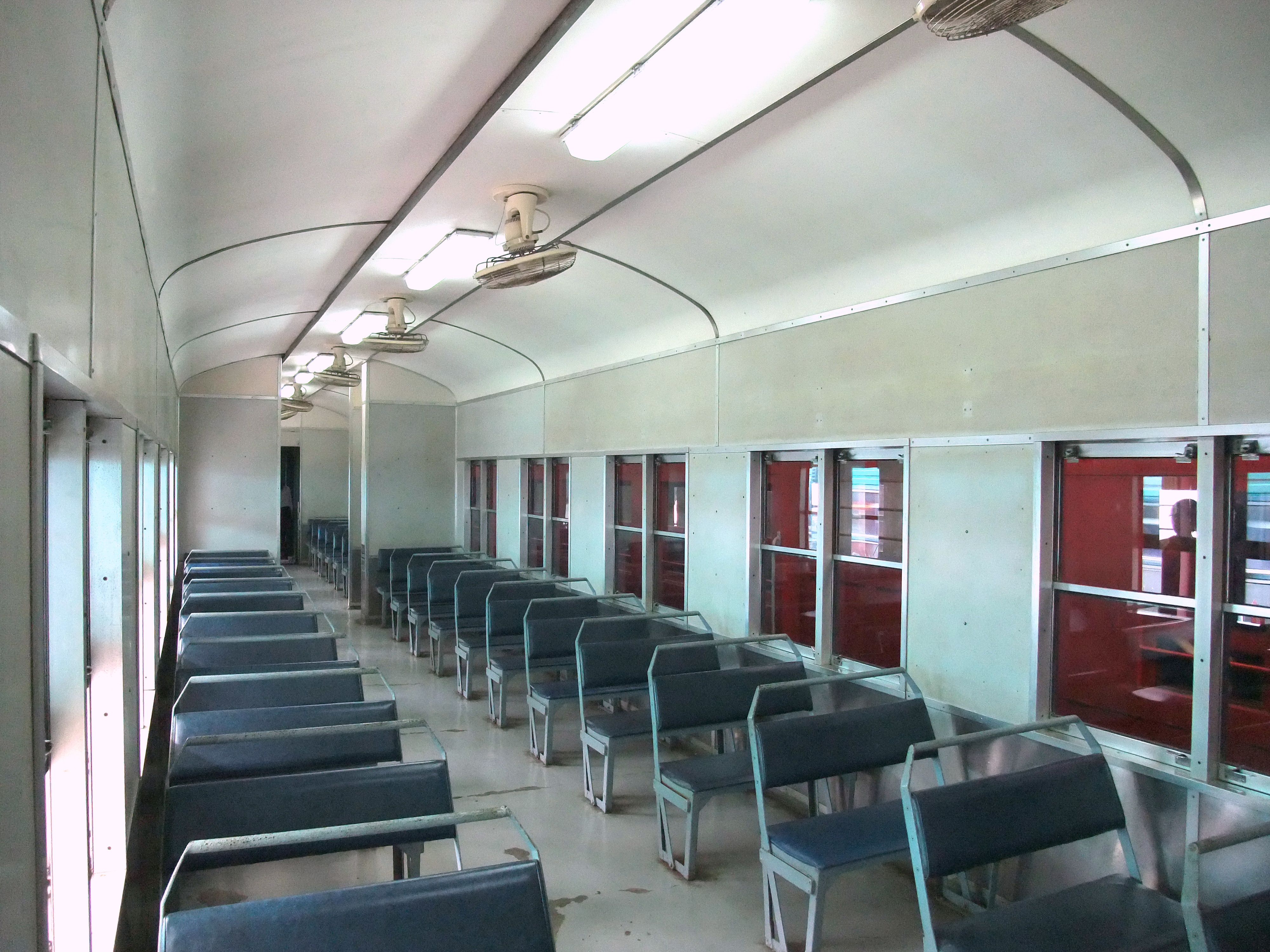
داخل مقصورة عام 1974 من الدرجة العادية
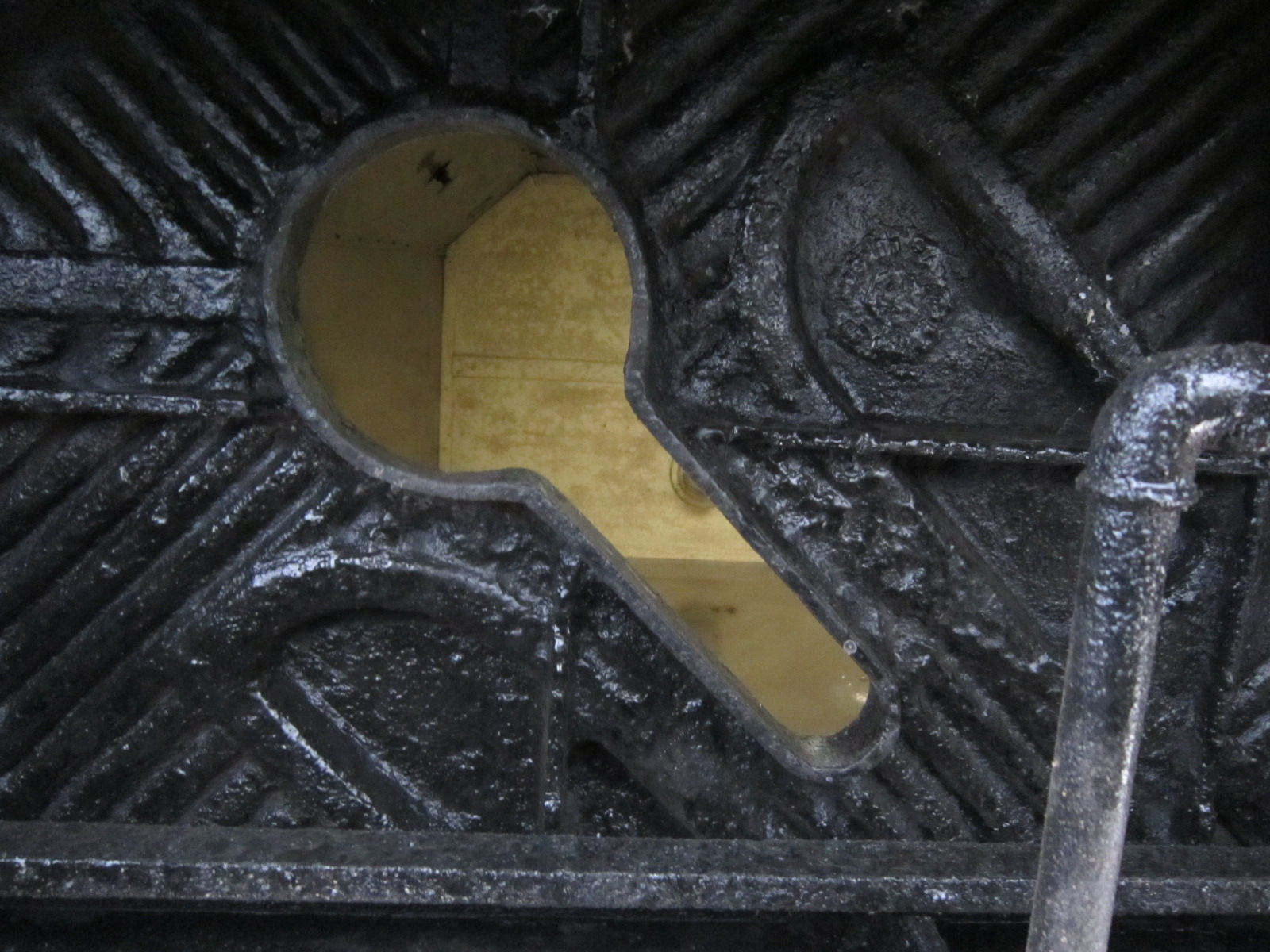
داخل مرحاض مقصورة الدرجة الثالثة عام 1955
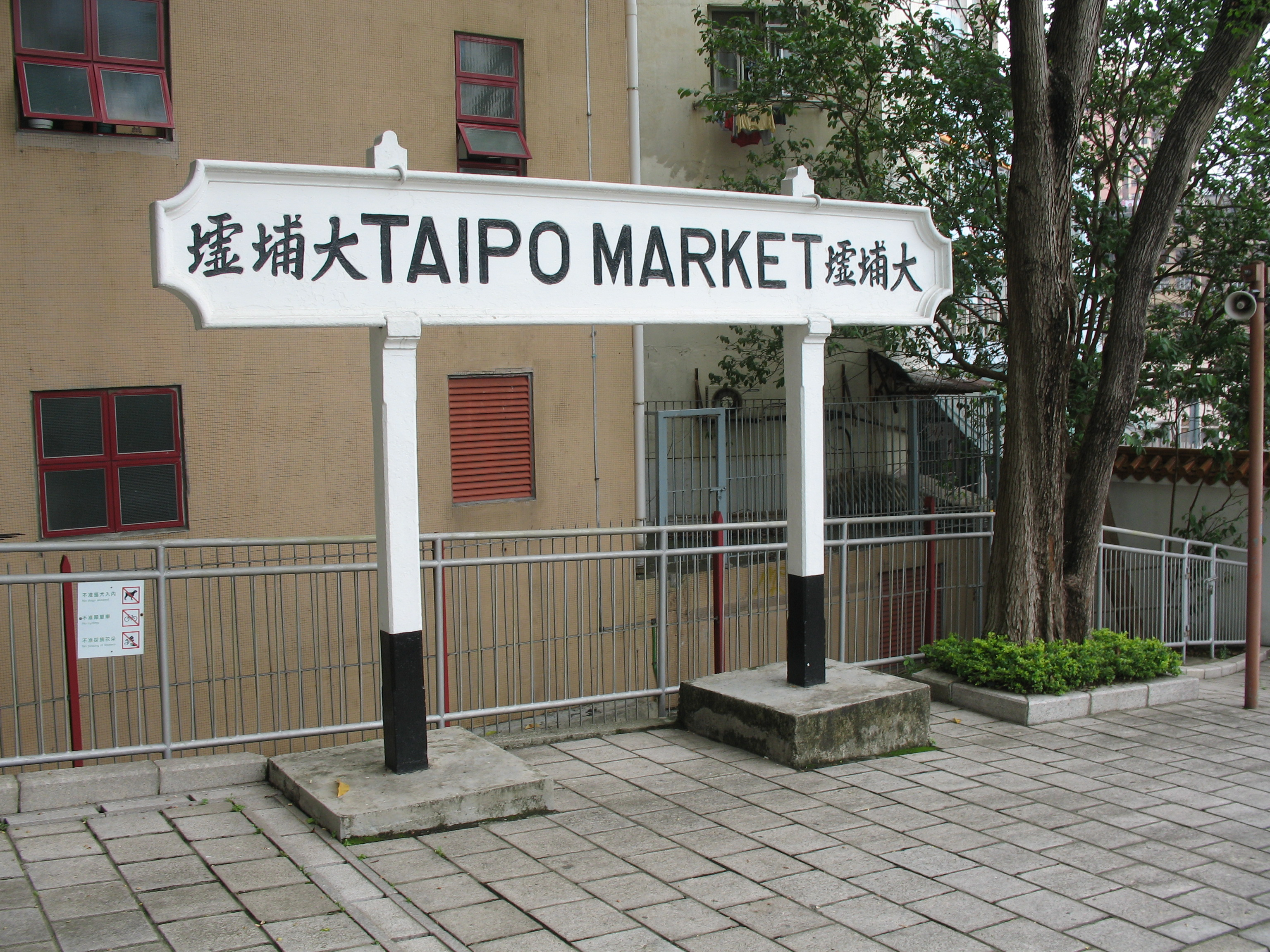
علامة محطة سوق تاي بو القديمة
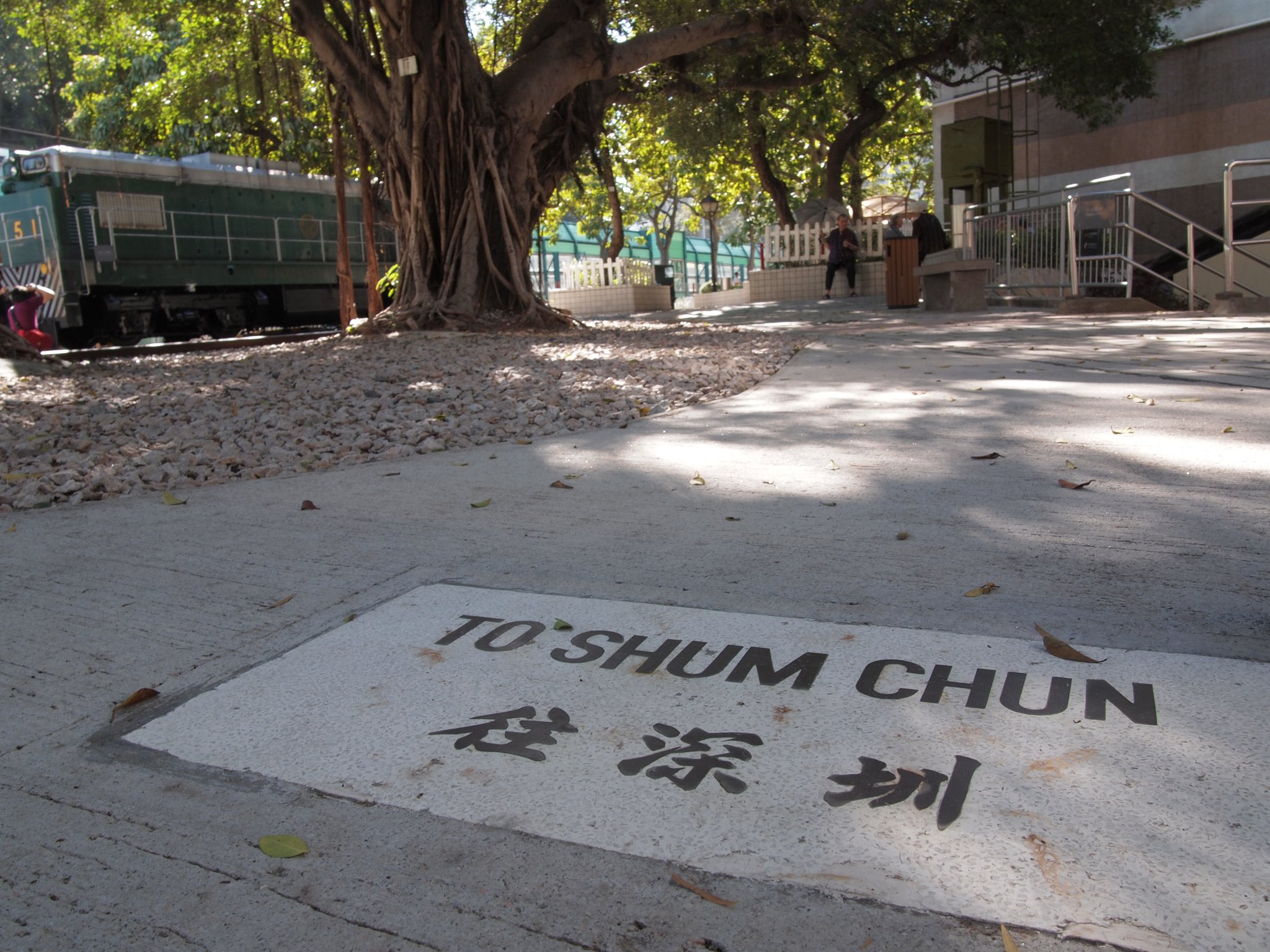
إلى شوم جون وقع
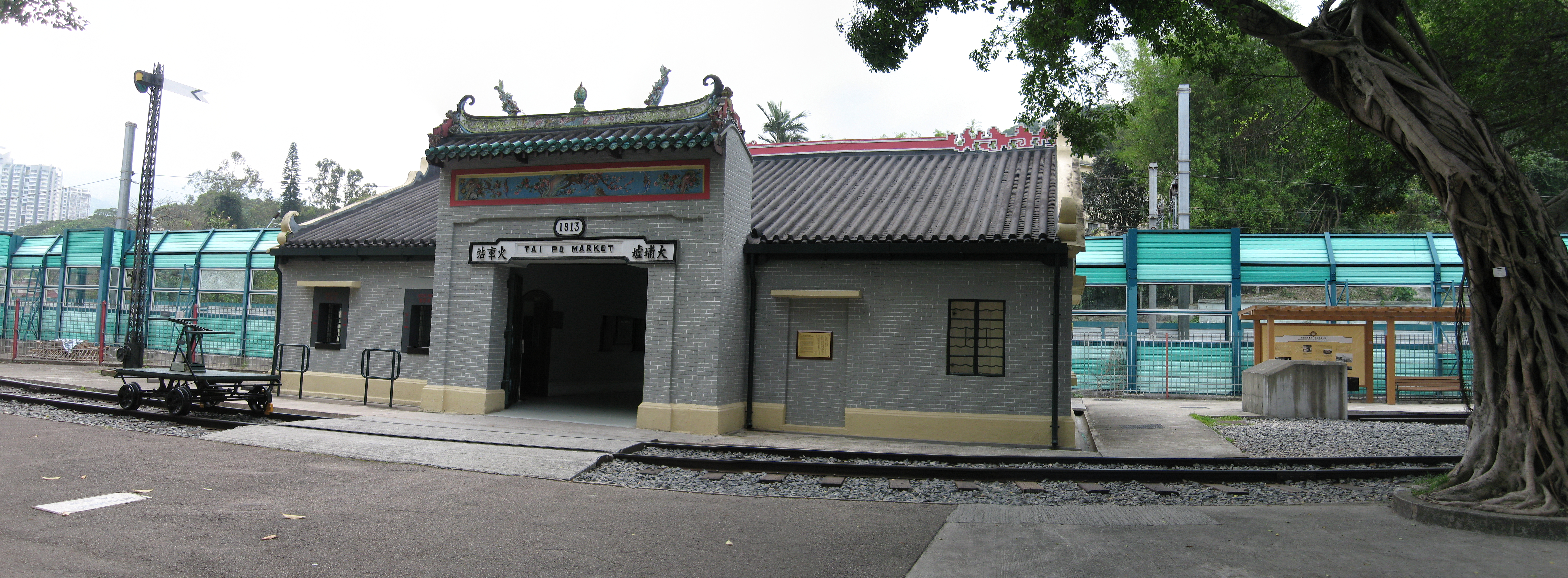
بانوراما محطة سكة حديد تاي بو

## وصلات خارجية
- الموقع الرسمي
 (بالإنجليزية) (بالصينية) (بالصينية)
- Attractions in Tai Po
- Hong Kong Antiquities and Declared Monuments
- Image Gallery